# Episodi di Star (prima stagione)
La prima stagione della serie televisiva Star va in onda sulla rete statunitense Fox dal 14 dicembre 2016.
In Italia, la stagione è disponibile dal 2 marzo 2022 sulla piattaforma streaming Disney Plus.
| n° | Titolo originale    | Titolo italiano | Prima TV USA     | Prima TV Italia |
| -- | ------------------- | --------------- | ---------------- | --------------- |
| 1  | Pilot               |                 | 14 dicembre 2016 | 2 marzo 2022    |
| 2  | The Devil You Know  |                 | 4 gennaio 2017   | 2 marzo 2022    |
| 3  | Next of Kin         |                 | 11 gennaio 2017  | 2 marzo 2022    |
| 4  | Code of Silence     |                 | 18 gennaio 2017  | 2 marzo 2022    |
| 5  | New Voices          |                 | 25 gennaio 2017  | 2 marzo 2022    |
| 6  | Infamous            |                 | 1º febbraio 2017 | 2 marzo 2022    |
| 7  | Black Wherever I Go |                 | 8 febbraio 2017  | 2 marzo 2022    |
| 8  | Mama's Boy          |                 | 15 febbraio 2017 | 2 marzo 2022    |
| 9  | Alibi               |                 | 22 febbraio 2017 | 2 marzo 2022    |
| 10 | Boy Trouble         |                 | 1º marzo 2017    | 2 marzo 2022    |
| 11 | Saving Face         |                 | 8 marzo 2017     | 2 marzo 2022    |
| 12 | Showtime            |                 | 15 marzo 2017    | 2 marzo 2022    |